# Каплан, Джеффри (учёный)
Дже́ффри Капла́н (англ. Jeffrey Kaplan) — американский религиовед, PhD, исследователь новых религиозных движений, расизма, религиозного насилия, терроризма и ультраправых движений.

## Биография
Был ассоциированным профессором кафедры истории в Колледже Илисарвика.
В 1998—1999 годы руководил двухлетней программой Фулбрайта по американистике в Хельсинкском университете.
В настоящее время — ассоциированный профессор кафедры религиоведения и антропологии Университета Висконсин—Ошкош, член Учёного совета и директор входящего в состав университета Института изучения религии, насилия и памяти.
Член редакционных советов научных журналов Terrorism and Political Violence, Nova Religio и The Pomegranate.
Совместно с Леонардом Вайнбергом выиграл исследовательский грант Фонда Гарри Франка Гуггенхайма «Возникновение насилия евроамериканских ультраправых».

## Научные труды
- Kaplan, Jeffrey Nation and Race: The Developing Euro-American Racist Subculture[англ.] (Co-edited with Tore Bjørgo) (1995)
- Kaplan, Jeffrey Radical Religion in America: Millenarian Movements From the Far Right to the Children of Noah (1997)
- Kaplan, Jeffrey The Emergence of a Euro-American Radical Right (Co-authored with Leonard Weinberg) (1998)
- Kaplan, Jeffrey Beyond The Mainstream: The Emergence Of Religious Pluralism In Finland, Estonia And Russia (2000)
- Kaplan, Jeffrey Encyclopedia of White Power: A Sourcebook on the Radical Racist Right[англ.] (2000)
- Kaplan, Jeffrey The Cultic Milieu (2002)
- Kaplan, Jeffrey Millennial Violence: Past, Present and Future (2002);
- Kaplan, Jeffrey The Encyclopedia of Religion and Nature (consulting editor, with Editor-in-Chief Bron Taylor[англ.]) (2005)
- Kaplan, Jeffrey "Islamophobia in America?: September 11 and Islamophobic Hate Crime, " // Terrorism and Political Violence 18:1 (Winter 2006)
- Kaplan, Jeffrey «New Religious Movements and Globalization.» // Eugene V. Gallagher and W. Michael Ashcraft, eds., New and Alternative Religions in the United States, Vol. 1. (Westport, Conn.: Praeger, 2006).
- Kaplan, Jeffrey «The Fifth Wave: The New Tribalism?,» Terrorism and Political Violence (2007),